# Protoafroasiàtic

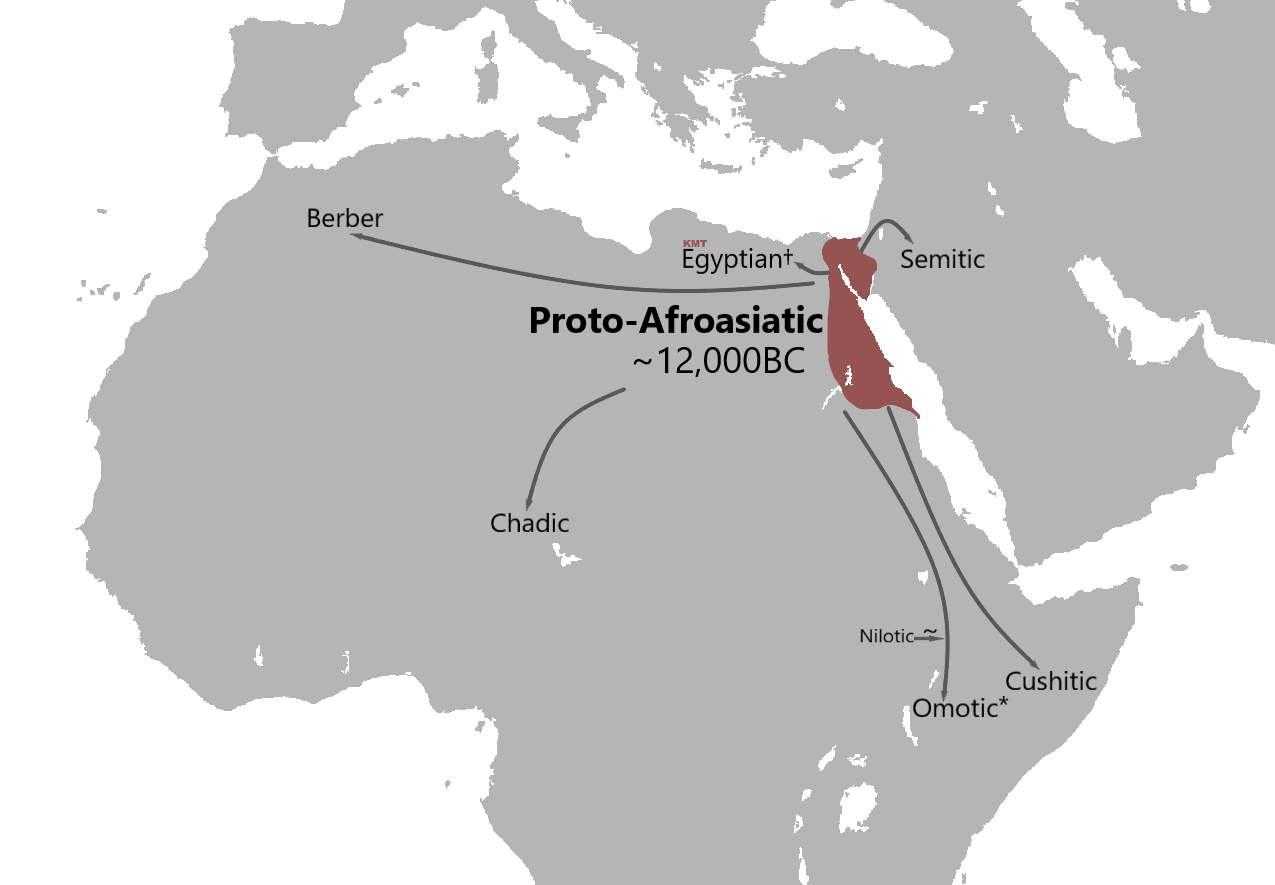
Expansió de les llengües afroasiàtiques.

El protoafroasiàtic és la hipotètica protollengua de la qual descendeixen les llengües afroasiàtiques modernes.
Ilya Yabonovich i d'altres lingüistes, examinant les diferències entre els diversos membres de la família afroasiàtica, s'han adonat que totes les antigues etimologies per aquest grup eren semitocèntriques inherentment. Les diferències entre txàdic, omòtic, cuixitic i semític, eren més amples que les observades entre qualsevol membre de la família de llengües indoeuropees i tan ample com algunes de les diferències observades a dins i entre les famílies de llengües separades, per exemple, entre indoeuropeu i altaic. Certament l'exclusió de l'afroasiàtic de la controvertida família nostràtica ha simplificat qüestions de fonètica, no havent d'incloure els models complexos observats a les llengües afroasiàtiques. Avui s'accepta tranquil·lament que el protoafroasiàtic es parlava a l'Àfrica (potser al Nord-est Sàhara), però en el passat s'exposaven nombroses teories.

## Terra Natal Afroasiàtica Alternativa

### L'Orient Mitjà
Iuri Militarev i V. Shairelman (1988) han suggerit que la terra natal de l'afroasiàtic va ser l'Orient Mitjà i la Península Aràbiga. Van suggerir que el protoafroasiàtic fos la llengua parlada per la cultura epipaleolítica (p.e. mesolític) Natufiana de Palestina i Síria. La cultura natufiana està certament ben documentada. Els primers emplaçament, a Palestina, han estat datats del 10,900 aC i la cultura va continuar fins al 7,800 aC, durant el qual va metamorfosar, entre el 8,500 i el 8,000 aC en la primera cultura neolítica d'agricultura plenament desenvolupada preceràmic A, descoberta al Llevant Meditarrani. Aquesta es correspondria bé amb la data obtinguda per Igor Diakonoff per la cultura materna protoafroasiàtica (aproximadament 12.000 anys enrere). La cultura Natufiana certament es va difondre, cap al nord a Síria i Mesopotàmia, i la cultura belbasi de l'Anatolia interior certament era una derivació natufiana clara. Cap al sud-est, l'emplaçament ben estudiat d'al Beidha, més o menys quatre quilòmetres al nord de Petra, i el refugi rocós de Wadi al-Mataha han estat estudiats extensivament, i mostren la seva extensió dins dels límits de l'àrid subcontinent Aràbic.
Alan Bomhard (1996) prova de retenir l'afroasiàtic dins de les llengües nostràtiques, tot i admetre que el protoafroasiàtic és molt diferent dels altres membres de la proposada superfamília de les llengües nostràtiques. Conseqüentment suggereix que probablement fos la primera llengua a separar-se de la comunitat de parlants nostràtics. Sigui com sigui; cap al 8000 aC la mateixa cultura natufiana s'havia començat a dispersar. A Palestina, el Natufià es va desenvolupar dins la cultura Neolítica Preceràmica A (NPCA), identificada per primer cop per Kathleen Kenyon (1906-1978) a les seves excavacions dels anys 50 a Jericó. La Kenyon també va remarcar el hiat i l'aparent abandonament dels emplaçaments NPCA, i que va ser seguit per una extensió limitada de la cultura NPCB que era molt diferent. Cases Rectilínies de la NPCB, del 7000 aC, van reemplaçar les cases rusc rodones observades des dels temps natufians, en el període NPCA. Des dels anys 60, tot i això, s'ha demostrat que la NPCA es va desenvolupar en una seqüència seguida de les cultures Natufianes al nord de Damasc, forjant un lligam entre Palestina, Mesopotàmia i les cultures anatòliques de Çatal Hüyük, i Halicar, amb les quals comparteix algunes semblances. Es va suggerir que aquesta part septentrional de la zona es desenvolupés com a protosemítica. Certament, hi ha proves que la cultura NPCB, es va estendre cap al sud a llocs com Israel, durant fins al 6000 aC acabant amb la breu extensió d'un clima més àrid per tota la regió. En Christopher Edens (2001) ha emès un informe d'una fulla de ganivet tradicional del sud-oest de l'Aràbia Saudita, possiblement de l'època de l'expansió epipaleolítica de les eines de la tradició bifacial aràbiga que va durar del 5.000 al 3000 aC caracteritzada per les puntes de sageta i ganivets meravellosament laminats. També van utilitzar rascadores i alenes o barrines, probablement per treballar fusta i fer collarets. La tradició bifacial, sembla haver estat el període durant el qual una forma de vida caçadora i recol·lectora va ser progressivament reemplaçada per una forma de vida de pastoralisme nòmada del nord, la qual ha caracteritzat des de llavors la península. Aquesta, s'ha suggerit, va veure la primera expansió de les llengües semítiques per tota l'Aràbia.
Bomhard, seguint el suggeriment d'en John Kern, va proposar que les llengües afroasiàtiques s'haguessin estès més enllà del Bab al Mandib al Iemen dins d'Etiòpia i des d'allà a dins de la Banya d'Àfrica i més al sud. Cap al nord les llengües afroasiàtiques poden haver travessat amb la revolució neolítica a dins d'Egipte, estenent-se fins al nord de l'Àfrica i el Sudan, i des d'allà, a través del Sàhara fins a l'àrea del Llac Txad.
Hi ha així algunes proves en suport d'aquesta tesi. No s'ha trobat mai cap prova d'un substrat presemític a Palestina, indicant-hi un llarg desenvolupament. Tot i això, treballs més recents en l'arqueologia africana apunten cap a un punt dèbil en l'argument nostraticista. Primerament sembla que el neolític a l'Àfrica no es va desenvolupar com a resultat d'immigrants de l'Orient Mitjà que parlessin una nova llengua afroasiàtica. Més aviat es va desenvolupar d'una cultura de tradició epipaleolítica egípcia profunda seguint un llarg procés de neolitització, amb una plena tradició neolítica emergent en el Badari (i possiblement Tassi), cap al 5000 aC o el 4500 aC. És només en els períodes Naqada II i III que s'hi pot distingir cap prova d'incursions de gent del sud-oest d'Àsia. Llavors les cultures neolítiques egípcies d'agricultura ja tenien una llarga tradició per elles soles. Encara que es pot observar que van existir lligams més antics entre Badaris i el Desert Occidental, i fins i tot amb Merimde i El Faium, no hi ha lligams clarament més antics dins de Palestina o Síria.
Igualment a la Banya d'Àfrica, encara que la influència aràbiga s'hagi estès abans de la civilització d'Axom, la majoria dels lligams de l'antic epipaleolític semblen haver succeït en l'altra direcció, de l'Àfrica cap a l'Aràbia, i és difícil traçar una trajectòria cultural suficientment antiga com per haver portat les llengües omòtica i cuixitica a l'Àfrica.

### Problemes amb la teoria de l'Orient Mitjà
Aquesta arqueologia sembla plantejar insuperables problemes a la teoria d'un lligam entre llengües nostràtiques i protoafroasiàtiques a l'orient Mitjà. També hi ha proves lingüístiques significatives que suggereixen que aquesta no era l'àrea on les llengües protoafroasiàtiques van evolucionar per primer cop. La diversitat lingüística afroasiàtica és molt més gran a l'Àfrica que ho és a l'Orient Mitjà. Totes sis famílies Afroasiàtiques es troben al continent Africà, només una es troba a l'Orient Mitjà. Fins i tot en el cas de la llengua semítica de l'Orient Mitjà, la diversitat de llengües semítiques a Etiòpia, per exemple, és més gran que la que hi ha a l'Aràbia, la Mesopotàmia o el Llevant Mediterrani. El suggeriment de l'origen protoafroasiàtic a l'Orient Mitjà de Kerns i Bomhard, només representa una continuació tardana del domini en estudis afroasiàtics dels semiticistes, i la relativa profunditat en el saber de l'arqueologia de la seva regió, en comparació a la molt més misteriosa arqueologia de l'Àfrica i el Sàhara.
L'extensió de les llengües afroasiàtiques s'ha lligat recentment a l'evolució del cromosoma Y E3b Haplogrup. Entre vint-i-un i vint-i-cinc mil·lennis enrere la subbranca E3b va aflorar a l'est de l'Àfrica i es va estendre cap al nord a dins del Nord de l'Àfrica i l'oest de l'Àsia, dividint-se més en tres altres haplogrups: l'haplogrup E3b3 va passar l'última edat de gel al Llevant i nord-est de l'Àfrica, l'E3b2 era present al Magrib i avui és l'haplogroup més important dels Berbers (naixent entre la població ancestral al Beta Israel, o Mandíbules Etiòpiques); l'E3b1 es va originar a l'Est de l'Àfrica i després de la fi de l'edat de gel, es va estendre cap al nord i cap a l'oest. L'expansió de l'E3b1 està connectat probablement amb l'expansió de les llengües afroasiàtiques.
S'ha suggerit una terra natal africana de les llengües PAA. L'Igor Diakonoff (1988) va suggerir que la Urheimat de l'Afroasiàtic fos al sud-est del sàhara, entre Tibesti i Darfur. En Martin Bernal (1980) també suggereix un origen Africà. Esmentat per Bomhard, exposa que «l'evidència arqueològica del Magrib, el Sudan i l'est de l'Àfrica [fa semblar] permissible postular com a mínim tres branques que l'Afroasiàtic va existir cap al mil·lenni VIII aC». Bomhard conclou: «Les implicacions de la visió d'en Bernal són enormes. Encara que les seves visions són altament especulatives, no són del tot implausibles. Si resultessin ser certes, donaria pes substancial als arguments que l'Afroasiàtic s'ha de veure com a llengua germana del protonostràtic més que com una descendent.»
Malgrat aquest ensorrament, Bomhard prova de ressuscitar l'origen a l'Orient Mitjà confiadament esmentant detalladament Kerns: «Si assumim que els parlants de preindoeuropeu van romandre a la vora dels Caucas fins a un període llargament tardà (diguem el 7500 aC), amb l'Afroasiàtic encara estès a través de Palestina i a dins d'Egipte i posteriorment la resta del Nord de l'Àfrica, però amb la seva banca Semítica encara a la Mesopotàmia septentrional, amunt a l'alta vessant del creixent fèrtil, tenim una explicació per la semblança en vocabulari. Que aquesta semblança va existir fins a un període tardà és suggerit per les paraules compartides al camp, toro, vaca, xai i cabra, animals que van ser domesticats per primer cop al Creixent Fèrtil. A més a més, paraules compartides com estrella, i set suggereixen una veneració comuna per aquest nombre i potser una ideologia compartida… Si és veritat, suggereix una associació que és tant social com geogràfica.»